# 神様がくれた夏
『神様がくれた夏』（かみさまがくれたなつ）は、えぬえけいによる日本の漫画作品。
『なかよし』（講談社）2002年8月号と同年9月号に前後編が掲載された。全2話。単行本は同社の講談社コミックスなかよしより全1巻。
野球をやめていた少女がふとしたことから復帰し、勝利を重ねた後、やめるきっかけとなった少年と対戦するという物語。

## 書誌情報
- えぬえけい 『神様がくれた夏』 講談社〈なかよしKC〉、2002年11月6日第1刷発行、ISBN 4-06-364004-3
  - 表題作のほか、「G.K.1」「ってゆうか ライバル系」「ぱ・ら・こんとろーる」の3作品が同時収録されている。